# Узловая площадь
Узлова́я пло́щадь — площадь в Дзержинске. Расположена на западе центральной части города.

## История
Площадь образовалась на стыке трех частей города, на которой сходятся автомобильные потоки с улиц Красноармейской, Самохвалова, проспекта Ленина, из-за чего в 1992 году площадь получила название Узловая.

## Примечательные здания и сооружения
- «Город трудовой доблести» — памятная стела. Была открыта 10 сентября 2024 года, на трёхлетие присвоения звания Город трудовой доблести. Скульптор А. Щитов.[2]
- Высотный жилой комплекс — огромное многокорпусное здание в южной части площади[3].
- Храм в честь преподобного Серафима Саровского — находится на углу улицы Самохвалова и проспекта Ленина. Здание является архитектурной доминантой площади. Был заложен в 2010 году[4].

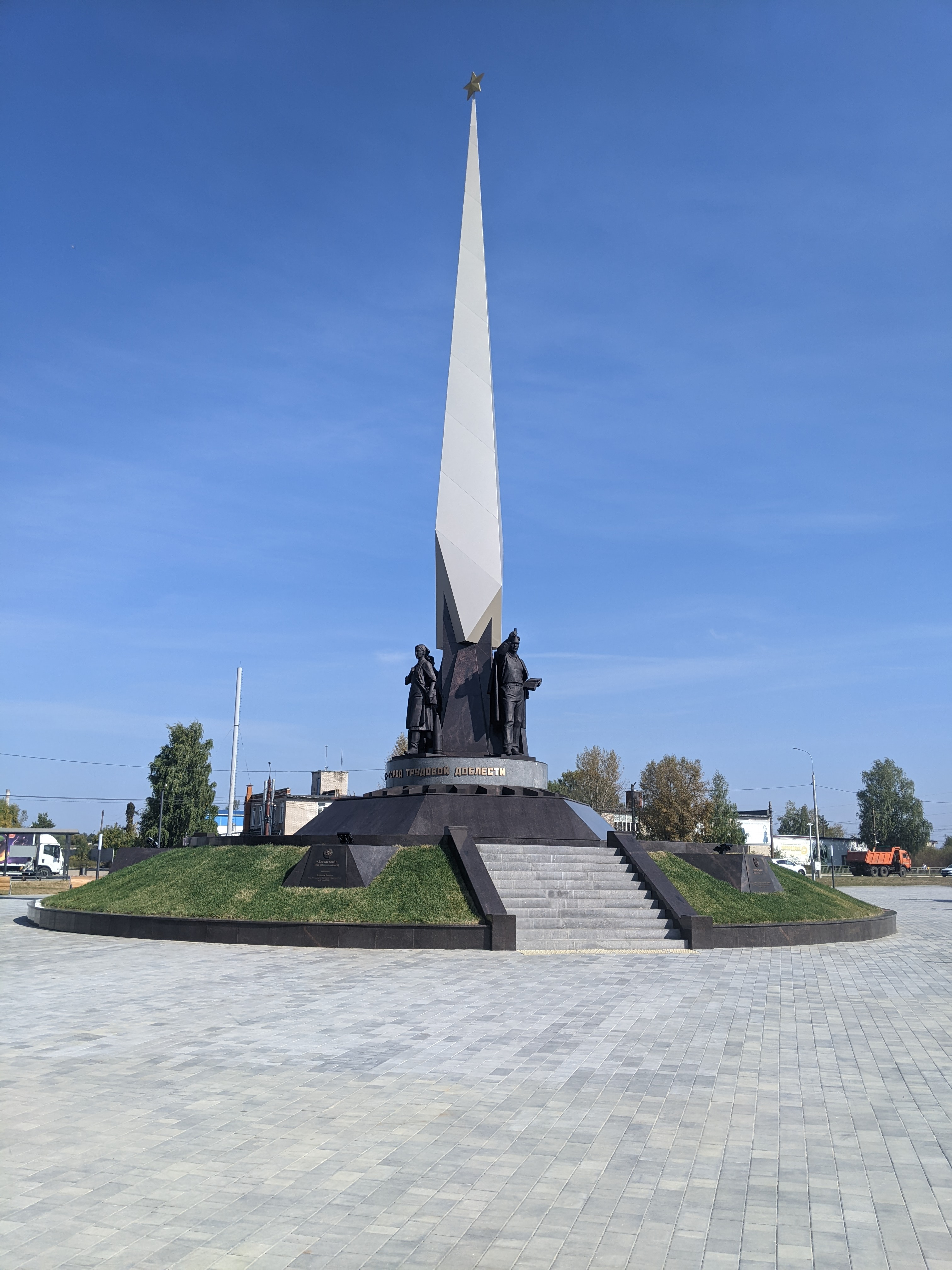
Стела «Город трудовой доблести»
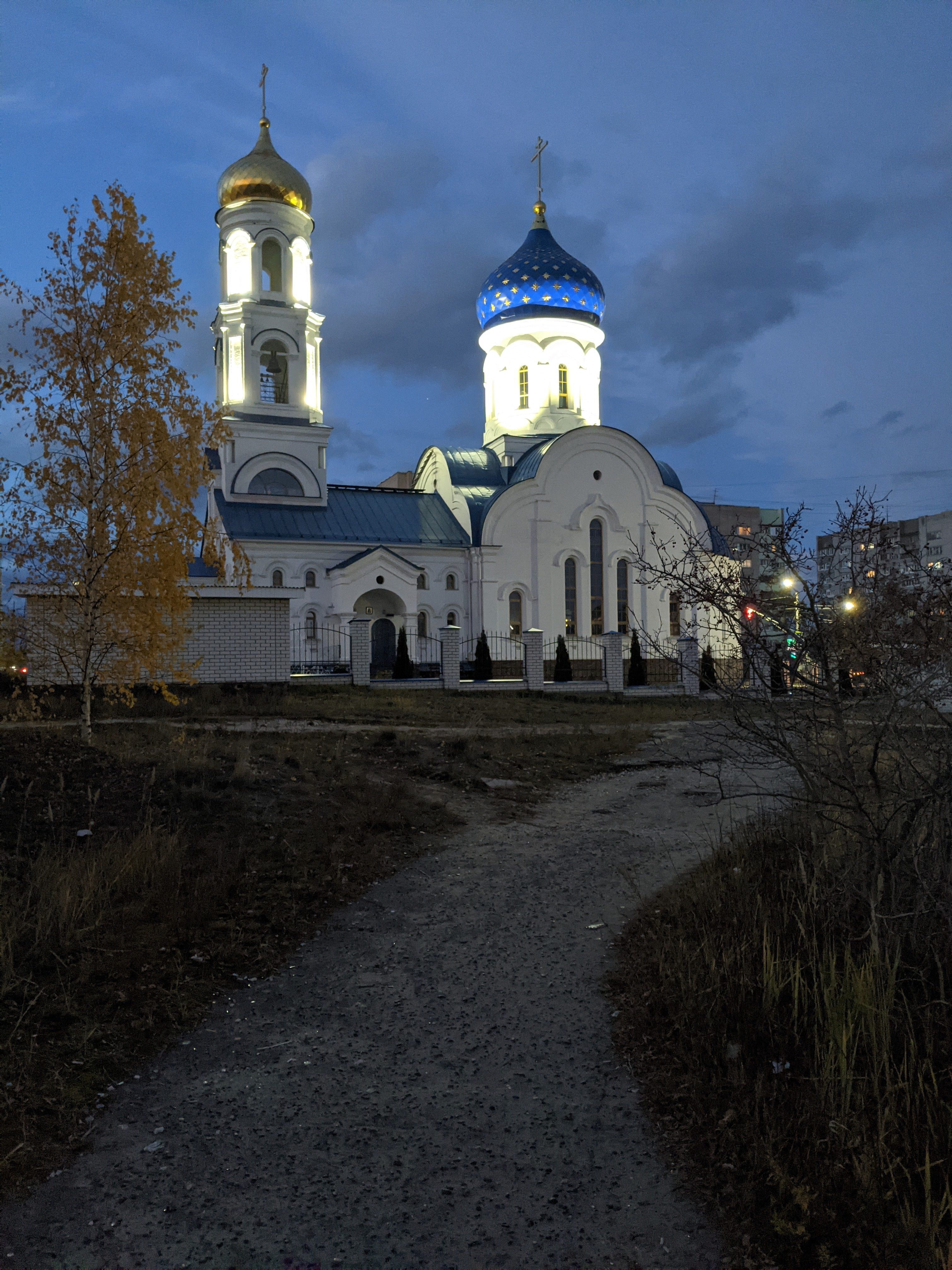
Храм прп. Серафима Саровского